# Podhorní Újezd a Vojice
Podhorní Újezd a Vojice település Csehországban, a Jičíni járásban. Podhorní Újezd a Vojice Kovač, Třtěnice, Mlázovice, Ostroměř, Sobčice, Chomutice és Konecchlumí településekkel határos. Lakosainak száma 639 fő (2024. január 1.).

## Népesség
A település lakosságának változását az alábbi diagram mutatja:
| Lakosok száma | 1228 | 1386 | 1156 | 726  | 621  | 589  | 644  | 647  | 645  | 639  |
|               | 1869 | 1890 | 1921 | 1950 | 1980 | 2001 | 2017 | 2019 | 2022 | 2024 |